# Marbles in the Park
Marbles in the Park è il ventiduesimo album dal vivo del gruppo musicale britannico Marillion, pubblicato il 7 dicembre 2016 dalla Racket Records.

## Descrizione
Pubblicato in contemporanea a Waves and Numb3rs e Singles Night come controparte audio del triplo album video Out of the Box, l'album contiene la registrazione della seconda data del Marillion Weekend 2015 svoltosi il 21 marzo 2015 nei Paesi Bassi, durante il quale è stato eseguito nella sua interezza il tredicesimo album in studio Marbles.
Il 20 gennaio 2017 l'album è stato ripubblicato dalla earMUSIC anche in edizione DVD e BD.

## Tracce

### CD
CD 1
1. The Invisible Man – 15:44
2. Marbles I – 1:47
3. Genie – 4:50
4. Fantastic Place – 6:31
5. The Only Unforgivable Thing – 6:51
6. Marbles II – 3:05
7. Ocean Cloud – 17:20
8. Marbles III – 1:48
9. The Damage – 4:42

CD 2
1. Don't Hurt Yourself – 5:39
2. You're Gone – 6:59
3. Angelina – 10:42
4. Drilling Holes – 5:06
5. Marbles IV – 1:25
6. Neverland – 11:03
7. Out of This World – 7:26
8. King – 7:54
9. Sounds That Can't Be Made – 11:28

### DVD
1. The Invisible Man – 15:30
2. Marbles I – 1:58
3. Genie – 4:52
4. Fantastic Place – 6:20
5. The Only Unforgivable Thing – 7:00
6. Marbles II – 2:55
7. Ocean Cloud – 17:27
8. Marbles III – 1:54
9. The Damage – 4:50
10. Don't Hurt Yourself – 6:38
11. You're Gone – 6:53
12. Angelina – 10:45
13. Drilling Holes – 5:02
14. Marbles IV – 1:22
15. Neverland – 11:01
16. Out of This World – 7:30
17. King – 8:40
18. Sounds That Can't Be Made – 13:39

- Extra

1. Unconventional (Documentary Trailer) – 3:26

## Formazione
- Steve Hogarth – voce, chitarra, tastiera, percussioni
- Steve Rothery – chitarra
- Pete Trewavas – basso, cori
- Mark Kelly – tastiera
- Ian Mosley – batteria

## Classifiche
| Classifica (2017) | Posizione massima |
| ----------------- | ----------------- |
| Belgio (Vallonia) | 135               |
| Germania          | 60                |
| Paesi Bassi       | 89                |